# 小行星2515
小行星2515（2515 Gansu），又称为甘肃星，是由紫金山天文台在1964年10月9日发现的主带小行星。
該小行星以中国的省份甘肃省命名。